# The Montecito Picture Company
The Montecito Picture Company ist eine US-amerikanische Filmproduktionsgesellschaft, die 1998 von Ivan Reitman und Tom Pollock gegründet wurde. Sitz des Unternehmens ist Culver City im US-Bundesstaat Kalifornien.

## Filmografie
- 2000: Road Trip[2][3] mit DreamWorks
- 2001: Evolution mit DreamWorks und Columbia Pictures
- 2002: Killing Me Softly mit Metro-Goldwyn-Mayer
- 2003: Old School – Wir lassen absolut nichts anbrennen (Old School) mit DreamWorks
- 2004: Eurotrip (EuroTrip) mit DreamWorks
- 2006: Trailer Park Boys: The Movie mit Odeon Films, Cavu Pictures, Showcase Original Movie, Topsail Entertainment, Trailer Park Productions und Alliance Atlantis
- 2007: Disturbia mit DreamWorks und Cold Spring Pictures[4]
- 2009: Das Hundehotel (Hotel for Dogs) mit DreamWorks, Nickelodeon Movies, Cold Spring Pictures und The Donners' Company
- 2009: Der Fluch der 2 Schwestern (The Uninvited) mit Paramount Pictures, DreamWorks, Cold Spring Pictures, MacDonald/Parkes Productions, Vertigo Entertainment, Medien 5 Filmproduktion, DWBC Productions und Goldcrest Pictures
- 2009: Trauzeuge gesucht! (I Love You, Man) mit DreamWorks, De Line Pictures und Bernard Gayle Productions
- 2009: (Traum)Job gesucht (Post Grad) mit 20th Century Fox, Cold Spring Pictures und Fox Atomic
- 2009: Up in the Air mit Paramount Pictures, Cold Spring Pictures, DreamWorks, Rickshaw Productions und Right of Way Films
- 2009: Chloe mit Studiocanal und Sony Pictures Classics
- 2011: Freundschaft Plus (No Strings Attached) mit Paramount Pictures, DreamWorks, Cold Spring Pictures, Spyglass Entertainment, Handsomecharlie Films, Katalyst Films und PIC Agency
- 2012: Hitchcock mit Fox Searchlight Pictures und Cold Spring Pictures
- 2014: Draft Day mit Lionsgate, Summit Entertainment und OddLot Entertainment
- 2016: Ghostbusters mit Columbia Pictures, Village Roadshow Pictures,[5] Ghost Corps, LStar Capital, Pascal Pictures und Feigco Entertainment
- 2017: Baywatch[6] mit Paramount Pictures,[6] Contrafilm,[6] Vinson Pictures,[6] Seven Bucks Productions,[6] Flynn Company,[6] Cold Spring Pictures,[4] Huahua Media, Shanghai Film Group, Uncharted und Fremantle Productions
- 2017: Wer ist Daddy? (Father Figures) mit Warner Bros. und Alcon Entertainment
- 2020: A Babysitter’s Guide to Monster Hunting mit Netflix und Walden Media
- 2020: Die gute Fee (Godmothered) mit Disney+, Walt Disney Pictures und Secret Machine Entertainment[7]
- 2021: Ghostbusters: Legacy (Ghostbusters: Afterlife) mit Columbia Pictures, Bron Creative, Ghost Corps und Right of Way Films